# Sant Pau del Camp
Sant Pau del Camp (in catalano San Paolo della campagna) è una chiesa e un ex-monastero che si trova a Barcellona in Spagna.

## Storia
Il monastero prende il nome dal fatto che in passato si trovava in aperta campagna mentre oggi è all'interno del quartiere de El Raval nel centro di Barcellona.
Non ci sono fonti certe sull'origine del monastero, ma si pensa che sia stato fondato dal conte Goffredo II, la cui iscrizione funeraria fu trovata all'interno del monastero nel 1596.
Il monastero è documentato dal 977 e nel 985 fu saccheggiato e distrutto dalle truppe musulmane di Almanzor. Nel 1096 iniziarono i restauri, grazie alle donazioni di Geribert Guitard e Rotlendis, e arrivò una nuova comunità monastica. 
Nel 1117 Sant Pau divenne priorato del monastero di Sant Cugat e nel XIII secolo venne realizzato un nuovo chiostro, una chiesa e un quartiere monastico. Nel 1377 il monastero era composto da un priore e da otto monaci, che nel XV secolo si ridussero a tre.
Dopo la secolarizzazione dei monasteri da parte del governo spagnolo nel 1835 i monaci vennero allontanati e l'edificio venne dichiarato Bien de Interés Cultural nel 1879.

## Edificio
Il monastero romanico presenta arcate lobulari sorrette da doppie colonne, i cui capitelli sono decorati con scene bibliche e di vita quotidiana, animali, mostri e motivi vegetali.
La chiesa è a croce greca, ad una sola navata e presenta un transetto con tre absidi e l'interno è coperto da volte a botte. Il portale d'ingresso presenta due colonne con capitelli visigoti in marmo antico, mentre nel timpano è raffigurato Cristo in Maestà con i Santi Pietro e Paolo.
La sala capitolare risale al XIV secolo e ospita la tomba del presunto fondatore del monastero, Goffredo II.